# Xosé Manuel Cabada Vázquez
Xosé Manuel Cabada Vázquez (Codeseda, Pontevedra, 6 de diciembre de 1901 - Linares, Jaén, 2 de abril de 1936) fue un prosista y poeta español en lengua gallega y castellana.

## Datos biográficos
Hijo de Manuel Cabada Prieto, que trabajaba como campesino y al mismo tiempo como contratista de obras, y de Josefa Vázquez Gil, nació el 6 de diciembre en el lugar de Barro, perteneciente a la parroquia de San Xurxo de Codeseda (A Estrada, provincia de Pontevedra). 
Durante la década de los 1910 inicia los estudios eclesiásticos en la capital gallega, Santiago de Compostela, que finalmente simultanea con los de Magisterio y Filosofía y Letras. En el año 1923 aparecerán sus primeros poemas (Na tumba de Murguía y Na fala gallega) en la revista, de carácter provincial, Vida Gallega. Los años 1924 y 1925 son especialmente duros para el escritor gallego, puesto que sufrirá las pérdidas de su prima (Dorinda Vázquez Iglesias) y de su hermana ( Emilia Cabada Vázquez).

## La poesía de Cabada Vázquez
El libro titulado con el nombre de Vagalumes (cuyo significado en castellano es luciérnagas), fue publicado en la imprenta del Seminario Conciliar Central de Santiago de Compostela a principios del año 1931. La cubierta del libro, al igual que la ilustración del poema ¡Salve, irmán piñeiro! y otros breves motivos que figuran en la parte final de algunas composiciones, fue elaborada por su amigo Camilo Díaz Baliño.
Ni en el prólogo ni en ningún otro texto vinculado a la figura de Xosé Manuel Cabada Vázquez se justifica el título de este obra, Vagalumes. En cualquier caso, se debe de tener en cuenta que este coleóptero de tegumento blando y algo más de un centímetro de largo, es denominado en la tierra natal del poeta con el nombre de bichoco de luces. De las decenas de denominaciones que existen a lo largo de toda la geografía de Galicia, vagalume, que teóricamente es la más minoritaria, es sin embargo la que más tiene atraído a los literatos de raíces gallegas.